# Équité intergénérationnelle
L'équité intergénérationnelle est une expression fréquemment utilisée dans le domaine du développement durable et d'une nouvelle gouvernance soucieuse d'éthique environnementale.

## Histoire du concept
Le concept d'équité intergénérationnelle a été initialement formulé en 1974 par l'économiste James Tobin, qui a écrit que « les administrateurs des institutions dotées d'un capital sont les gardiens de l'avenir contre les revendications du présent. Leur tâche dans la gestion de la dotation est de préserver l'équité entre les générations ». Dans ce contexte de la gestion des investissements institutionnels, l'équité intergénérationnelle est le principe selon lequel le taux de dépenses d'une institution dotée d'un capital non consomptible ne doit pas excéder son taux de rendement composé après ajustement de l'inflation, afin que les gains tirés des investissements soient dépensés de manière égale pour les bénéficiaires actuels et futurs des actifs de la dotation.
L'équité intergénérationnelle a été popularisée par le Sommet de la terre de Rio en 1992 (c'était la première fois que tous les pays se réunissaient pour proposer des actions en faveur des générations à venir) ; diverses ONG et le médiatique commandant Cousteau en avaient fait une priorité en promouvant un droit des générations futures, gage pour eux de garantie de la « durabilité » du développement économique et social, de la santé et santé reproductive.
Cette idée a ensuite été portée par de nombreuses personnalités telles qu'Al Gore aux États-Unis ou Nicolas Hulot en France.

## Contenu, définitions
Cette notion reprend les principes éthiques « classiques » de justice sociale et d'équité, mais en y ajoutant une dimension explicitement temporelle forte ; elle traduit une volonté de non report vers les générations futures des conséquences négatives (environnementales, sociales et économiques) du développement ou « maldéveloppement » tel que promu par le modèle industriel et économique du XXe siècle, basé sur un système de consommation effrénée des ressources (ou de l'inaction) d'une personne ou d'un groupe (humanité entière éventuellement).
Secondairement, elle peut conduire à évaluer la dette écologique que peut avoir un groupe ou un processus envers les générations futures, puis à l'idée de « remboursement » anticipé de cette dette (par des compensations). Elle complète utilement la proche notion d'empreinte écologique qui, elle, améliore la perception que chacun ou un groupe peut se faire de l'empreinte spatiale de ses actes.

## Exemples de domaines d'application
La notion d'équité intergénérationnelle s'applique par exemple à ceci :
- la surexploitation de ressources naturelles pas, peu, difficilement, lentement ou coûteusement renouvelables, mais aussi aux conséquences différées du pillage des ressources, par exemple réchauffement climatique prévu pour les années et siècles à venir, induit par la combustion de ressources fossiles telles que charbon, gaz naturel ou pétrole ;
- la déforestation massive ;
- la surpêche ;
- la disparition d'espèces animales, fongiques ou végétales, qui prive les générations futures des aménités, des services écologiques et de toutes les autres ressources (nourriture, médicament, gènes, etc. )qu'elles pourraient en tirer ;
- la diffusion dans la nature d'espèces invasives ou d'OGM susceptibles de se reproduire et de devenir ou produire par croisement de super mauvaises-herbes ou des organismes produisant des biopesticides et/ou résistants à un ou plusieurs désherbants totaux
- l'urbanisme et l'architecture, l'aménagement du territoire d'aujourd'hui qui impose des modes de vie (par exemple "tout voiture"  et un gaspillage d'énergie aux générations qui vont habiter ces lieux durant 70 à 100 ans ou plus, si des alternatives n'ont pas été réfléchies en amont) ;
- la pollution des sols, de l'eau, de l'air par des produits peu dégradables (dioxines, ou non dégradables (métaux lourds)
- l'exposition à des produits cancérigènes dont les effets (cancer, tumeur) apparaissent 20 à 40 ans plus tard ;
- les modifications génétiques transmissibles de génération en génération (cf modifications radio-induites, CMR, perturbateurs endocriniens qui semble responsable).

Cette approche intègre une vision prospective appliquée, s'appuyant généralement pour ses applications sur la responsabilité sociale, la responsabilité environnementale, le principe de prévention et le principe de précaution en veillant à étudier les impacts différés dans le temps des actions d'aujourd'hui. Elle peut intégrer des mécanismes tels que mesures conservatoires, mesures restauratoires ou compensatoires.
On en trouve des applications concrètes dans des domaines aussi variés que la gouvernance (Agenda 21 en particulier), l'écoconception d'objets, les éco-villes ou les écoquartiers, l'écosociocertification, etc.